# Psychotria potamophila
Psychotria potamophila är en måreväxtart som beskrevs av Karl Moritz Schumann. Psychotria potamophila ingår i släktet Psychotria och familjen måreväxter. Inga underarter finns listade i Catalogue of Life.